# 勘探

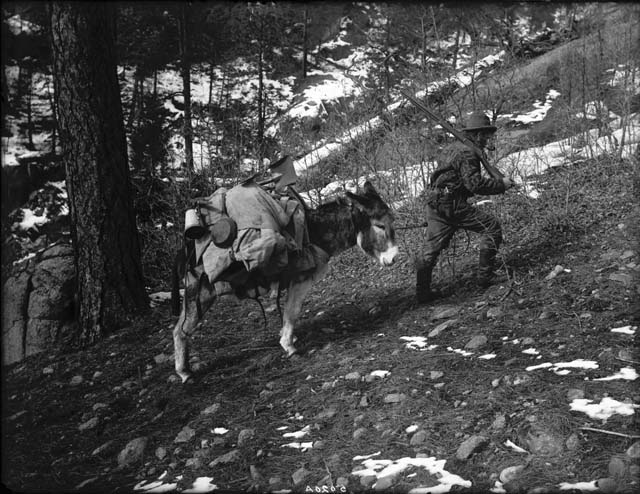
約1900年美國科羅拉多州西部的探礦者和驢子

勘探是人們對土地或地表以下进行地质分析的過程。目的是確認土地下面是否存在礦物、化石、贵金属。  人們可以通過多種方法勘探地質情況，钻探就是其中之一。